# سالتير (نيويورك)
سالتير (بالإنجليزية: Saltaire, New York)‏ هي بلدة تقع في الولايات المتحدة في مقاطعة سوفولك، نيويورك. يقدر عدد سكانها بـ 37 نسمة ومساحتها 0.8 كم2 وترتفع عن سطح البحر 1 متر.